# Roberto Payró
Roberto Jorge Payró (Mercedes, 19 aprile 1867 – Lomas de Zamora, 5 aprile 1928) è stato uno scrittore e giornalista argentino.

## Biografia
Roberto Payró studiò nel Collegio di San Giuseppe a Buenos Aires e trascorse gli anni dell'adolescenza nella casa paterna a Lomas de Zamora (Buenos Aires), dove si conserva la sua nutrita biblioteca. Attratto fin da giovanissimo dal giornalismo, fondò a Bahía Blanca il quotidiano anticonformista La Tribuna e, per aver sostenuto idee marcatamente socialiste, fu oggetto di persecuzioni di natura politica. Con altri intellettuali tentò di costituire in Argentina un partito socialista. Nel 1892 divenne corrispondente all'estero della Nación e i suoi articoli dal Belgio, durante la prima guerra mondiale, gli valsero anni di prigione. Tornò in patria nel 1923. In campo letterario è un esponente della scuola realista.

## Opere

### Romanzi
- Canción trágica (1900)
- Sobre las ruinas (1904)
- Marco Severi (1905)
- El casamiento de Laucha] (1906)
- El triunfo de los otros (1907)
- En las tierras del Inti (1909)
- Divertidas aventuras del nieto de Juan Moreira (1910)
- Vivir quiero conmigo (1923)
- Fuego en el rastrojo (1925)
- Alegría (1928)
- Mientraiga (1928)

#### Romanzi storici
- El falso Inca (1905)
- El capitán Vergara (1925)
- El mar dulce (1927)

### Racconti
- Pago Chico (1908)
- Violines y toneles (1908)
- Historias de Pago Chico (1920)
- Nuevos cuentos de Pago Chico (1929)

### Articoli
- Los italianos en la Argentina (1895, recopilación de artículos)
- La Australia Argentina (1898)